# Hariat
El hariat de milhòc o hariat de (milh) morisco (de fajol) (literalment farinat, en català, farina de blat de moro o fajol/blat negre) és un plat de la cuina aranesa que es fa a base de blat de moro (o fajol), que a la Vall d'Aran s'anomena milhòc. S'utilitza un estri especial per a remenar-les que es diu cafall. També s'acostuma a fer amb fajol en comptes de blat de moro, en una recepta semblant a les farinetes de fajol de La Garrotxa.

## Hariat dolç
Actualment l'hariat és potser més freqüent en la seva versió dolça, pres com a postres. Es fa barrejant la farina de fajol o de blat de moro amb aigua bullenta, o de vegades amb una barreja d'aigua i llet a parts iguals. Es remena la barreja al foc uns cinc minuts i s'estira la massa obtinguda en una safata prima, de com a molt mig dit d'alçada. Quan es refreda es talla a rectangles, que es fregeixen i s'espolsen generosament de sucre. La proporció és de cinc parts en pes de líquid per una de maizena.

## Hariat salat
En la seva versió salada, es tracta d'una mena de puré preparat amb blat de moro, aigua i sal i que es menja en un plat soper.

## Preparacions similars
La versió dolça de l'hariat pot recordar els xurros, tot i que la forma és diferenta i la massa de l'hariat més fina, i molt més els pannelle sicilians, amb l'única diferència que aquests es fan amb farina de cigró i se solen espolsar de sal i pebre. Com que són salats es mengen més aviat com a aperitiu. En general, la versió dolça pertany a les pastes fregides, com els bunyols, etc.
Tant la versió dolça com la salada pertanyen a la família de les farinetes, com el farro, la polenta, etc. molt antigues i tradicionals als Països Catalans i cuines veïnes, com l'esmentada siciliana, la italiana en general, l'occitana, etc. i més lluny però encara a la mediterrània, la cuina romanesa, per exemple.